# Dieteria
Dieteria là một chi thực vật có hoa trong họ Cúc (Asteraceae).

## Loài
Chi Dieteria gồm các loài: